# Windows Defender 防火牆
Windows Defender防火牆（前稱：網絡連線防火牆、Windows防火牆）是微軟Windows的組件，提供一般防火牆的功能。

## 歷史
在Windows XP於2001年10月販售初期，它內建有一個功能有限的防火牆。在初期為了能讓系統向下兼容，這個防火牆預設是被停用的，同時其設置視窗更是預設隱藏的，因此絕大部份使用者也未曾見過它。直到2003年中旬，衝擊波蠕蟲及震盪波蠕蟲為Windows使用者群带來了很大的影響；為了讓Windows使用者能更有效預防這種攻擊，微軟開始加強這個內建的防火牆，並把它命名為Windows防火牆。
這個防火牆內建有安全性記錄功能，能把連線的IP地址及其他相關資料記錄下來。它同時能被設成把截取下來或是允許通過的連線記錄下來，因此也可以作為例如追縱電腦曾經瀏覽過什麼網站之類的功能。這個功能預設是關閉的，必須由系統管理員先行啟用。

### Windows XP
Windows XP SP2的Windows防火牆預設每種連線，例如區域連線、無線網絡或IEEE 1394也會啟用防火牆功能。使用者除了能在每種網絡連線上直接設定防火牆功能外，更能在群組規則裡對防火牆進行更深入更進階的設定。不過Windows XP版本的防火牆只能封鎖連入連線，而不會封鎖連出連線。

### Windows Vista至Windows 8
Windows Vista至Windows 8.1的Windows防火牆在功能上被加強了，使其能更有彈性地整合在作業系統環境中。跟Windows XP的防火牆相比，它多出了如下功能：
- 提供一個叫「Windows防火牆」的控制台功能，允許對防火牆作更進階的設定，甚至提供遠端管理功能。可以在開始->執行輸入“wf.msc”以啟動Windows防火牆的MMC；
- IPv6連線的過濾功能；
- 連出連線的過濾功能；
- 進階的封包過濾功能，允許新增基於來源、目的地IP地址或連接埠編號的過濾規則；
- IPsec被整合；
- 界面被增強，允許設立及管理多個防火牆設置。